# Brahmajalasutta
Brahmajalasutta - La suprema rete o la rete di Brahma

## Regesto
Il Brahmajala Sutta o "La suprema rete" o la "Rete di Brahmā" appartiene al Dīgha Nikāya, Raccolta dei discorsi lunghi.
Il Dīgha Nikāya è la prima delle cinque raccolte o nikaya, che compongono il canestro o pitaka dei Sutra comunemente conosciuto come Tripitaka. Essa contiene 34 discorsi, suddivisi in tre gruppi o vagga:
- Silakkandhavagga o "La divisione che riguarda la moralità". Tredici sutra - Sutta 1-13.
- Mahavagga o "La grande divisione". Dieci sutra - Sutta 14-23.
- Pathikavagga - La divisione Pathika. Dieci sutra -  Sutta 24-34.

Il commentario più autorevole del Dīgha Nikāya è la Sumangalavilasini, Sumangalavilāsini, sans., composta da Buddhaghosa nel V secolo d. C.